# スタッド・オランピック (ヌアクショット)
スタッド・オランピック・ド・ヌアクショット（フランス語:Stade Olympique de Nouakchott、アラビア語：الملعب الأولمبي）は、モーリタニアの首都、ヌアクショットにある陸上競技場。ヌアクショット・オリンピック・スタジアム、単にオリンピック・スタジアムと呼ばれることもある。主にサッカーの試合で使用され、サッカーモーリタニア代表の本拠地。